# 诸葛玫
诸葛玫（？—307年2月20日），字仁林，琅邪阳都人，诸葛绪的孙子，诸葛冲的儿子，诸葛铨和诸葛婉的兄弟，在西晋官至侍中、御史中丞。

## 逃邺
太安二年（303年），骠骑从事诸葛玫和前司徒长史牵秀舍弃长沙王司马乂逃到邺城，极力宣传司马乂的不是，诸葛玫为人浮躁才智机辩，临漳人士没有不去拜访他的。应詹与诸葛玫过去有交情，叹气说：“诸葛仁林为什么与乐毅一样奸滑呢！”最终也没去见诸葛玫，诸葛玫听说后非常惭愧。

## 说东海
诸葛玫内弟周穆是清河王司马覃的舅舅，司马越姑妈的儿子，永嘉初年，周穆与诸葛玫劝说东海王司马越废掉晋怀帝立司马覃为帝，说：“皇上当初之所以成为皇太弟，是张方的意思。清河王司马覃本是皇太子，为众凶逆之臣所废。先帝突然暴卒，许多人怀疑是当初皇太弟所为，您何不想着伊尹霍光之举，来安定社稷呢？”话还没完，司马越就说：“这难道是应该说的话吗！”周穆和诸葛玫再次劝说，司马越发怒了，于是呵斥左右斩杀了周穆与诸葛玫。因为周穆和诸葛玫是世家子弟，罪行只限于自身，因此司马越上表废除了夷三族的刑罚。

## 被斩
永嘉元年春正月癸丑朔（307年2月20日），周穆和诸葛玫被斩。临刑时，诸葛玫对周穆说：“我与你说了什么原因？”周穆说：“今天还说什么。”当时的人这才知道谋划出自周穆，不是诸葛玫的意思。